# Luka Cimprič
Luka Cimprič, slovenski gledališki, televizijski, filmski igralec, voditelj, * 26. december 1984, Ljubljana.

## Življenje
Igralec Luka Cimprič se je rodil 26. decembra 1984 v Ljubljani. Še kot srednješolec je na začetku tisočletja naredil prve korake na odrskih deskah, in sicer na odru Šentjakobskega gledališča Ljubljana. Tam je ustvaril vrsto vlog. Leta 2004 je bil sprejet na študij Dramske igre in umetniške besede na Akademiji za gledališče, radio, film in televizijo (AGRFT) v letniku Mileta Koruna in Matjaža Zupančiča, ki so ga poleg Cimpriča sestavljali Viktorija Bencik Emeršič, Ana Dolinar Horvat, Ana Hribar, Nina Ivanišin, Jurij Drevenšek, Jure Henigman, Jure Lajovic, Uroš Kaurin, Klemen Slakonja in Domen Valič. Študij je zaključil leta 2008 z diplomsko nalogo z naslovom Vijugava je pot do znanja.

## Delo
Svojo profesionalno pot je začel leta 2007, ko je nastopil v uprizoritvi Jajce v Gledališču Koper, leto pozneje je delal v Slovenskem ljudskem gledališču v Celju. V sezoni 2009/2010 se je zaposlil v Slovenskem stalnem gledališču v Trstu, kamor je prišel na povabilo takratnega umetniškega vodje Primoža Beblerja. Vmes je kot gost sodeloval tudi z drugimi gledališči (SNG Nova Gorica, PG Kranj, Gledališče Koper, SNG Drama Ljubljana, Gledališče Glej). Od leta 2018 je član igralskega ansambla koprskega gledališča.
Vodil je oddajo Vsevedneži, radijski kviz za srednješolce, ki je bila predvajana na radijskem programu RAI Furlanija - Julijska krajina.
Nastopil je v več celovečernih filmih in televizijskih serijah. Med drugim je bil vodnik Grega v drugem najbolj gledanem slovenskem filmu Gremo mi po svoje in Gremo mi po svoje 2, odigral je vlogo Vasilyja v slovenski grozljivki Prekletstvo Valburge. Igral je v več kot desetih televizijskih serijah na nacionalni in komercialni televiziji (Ja, chef!, Srečno samski, Nova dvajseta, Moji, tvoji, najini). Od leta 2004 do leta 2018 je bil vratar Urban v oddaji Studio City na nacionalni televiziji.
Filmi in uprizoritve, v katerih je igral, so prejele številne nagrade doma in v tujini. 

## Vloge v predstavah (izbor)
Luka Cimprič je odigral več kot 60 gledaliških vlog v različnih gledališčih. V nadaljevanju je izbor nekaterih predstav.
Gledališče Koper
- 2021: Laponska, vloga: Robi, režija: Nenni Delmestre
- 2021: Birokrati, vloga: Bubi, režija: Jaka Ivanc
- 2020: Začetek, vloga: Danny; režija: Renata Vidič
- 2019: Obuti maček, vloga: Matic, mlad in simpatičen (takisto na videu), režija: Vito Taufer, Slovensko mladinsko gledališče, Gledališče Koper
- 2019: Tutošumato, vloga: Petruchio, režija: Vito Taufer, SNG Nova Gorica, Gledališče Koper
- 2017: Kekec, vloge: Prisank, Volk, Rožle, Bedanec režija: Renata Vidič
- 2007: Jajce, vloga: Joja, režija: Luka Martin Škof[7]

SSG Trst
- 2017: Barufe, vloga: Šime, režija: Vito Taufer, SNG Nova Gorica, Slovensko stalno gledališče Trst, Gledališče Koper
- 2017: Kdo je sešil cesarju nova oblačila, režija: Tadej Pišek
- 2015: Lepa Vida, vloga: Dolinar, mlad posestnik, režija: Miha Nemec, SNG Nova Gorica, Prešernovo gledališče Kranj, Slovensko stalno gledališče Trst
- 2015: Lipko in Košorok, režija: Miha Golob
- 2014: Čarobna gora, vloga: Doktor Krokowski, režija: Mateja Koležnik, SNG Drama Ljubljana
- 2014: Moderne nô drame, režija: Mateja Koležnik
- 2014: Striček Vanja, vloga: Kuhar, režija: Ivica Buljan
- 2014: Dvorišče, Koli, vloga: Drugi, režija: Marko Sosič
- 2011: Iv@n Cankar - Poln profil, režija: Miha Golob
- 2010: Uh, ljubezen, vloga: Njuhin, režija: Paolo Magelli
- 2010: Oblomov, vloga: Andrej Wieser, režija: Egon Savin

Ostala gledališča
- 2018: Predstave, ki gre narobe, vloga: Thomas Colleymoore, režija: Jure Ivanušič, TMK[8]
- 2015: Glej, ebola, ideja in razvoj predstave Luka Cimprič, Gledališče Glej[9]

- 2012: Rokovnjači vloga: Dr. Burger, režija: Miha Nemec, Prešernovo gledališče Kranj
- 2011: Life®ranti, režija: Miha Nemec, SNG Nova Gorica, Gledališče GLEJ
- 2009: Diplomiranec, vloga: Benjamin; režija: Dušan Mlakar, Slovensko ljudsko gledališče Celje
- 2009: Rdeča kapica, vloga: Marjan, režija: Dejan Spasić, Kud Medvode/KŠD Štumf
- 2006: Kdo Je Bruce?, vloga: Bruce Willis, režija: Nejc Gazvoda, avtorji: Jure Henigman, Jurij Drevenšek, Luka Cimprič
- 2002: V 80 dneh okoli sveta, režija: Gregor Čušin, Šentjakobsko gledališče Ljubljana
- 2002: Kranjski komedijanti, vloga: Dr. Jožef Piller, režija: Miha Golob, Šentjakobsko gledališče Ljubljana

- 2001: Antigona, vloga: Zbor, režija: Branka Bezeljak Glazer, Šentjakobsko gledališče Ljubljana[7]

## Vloge v celovečernih filmih
- 2019: Prekletstvo Valburge, vloga: Vasily, režija: Tomaž Gorkič
- 2018: Cankar, vloga: Alojz Kraiger, režija: Amir Muratović
- 2018: Metod, vloga: Metod, režija: Tomaž Gorkič
- 2015: Avtošola, vloga: sindikalist Pavle, režija: Janez Burger
- 2013: Gremo mi po svoje 2, vloga: vodnik Grega, režija: Miha Hočevar
- 2011: Izlet, režija: Nejc Gazvoda
- 2010: Gremo mi po svoje, vloga: vodnik Grega, režija: Miha Hočevar
- 2008: Prehod, režija: Boris Palčič

## Vloge v televizijskih serijah
- 2021-danes: Ja, Chef!, vloga Tomi, režija: Marko Naberšnik in Igor Gajič
- 2020: Srečno samski, vloga Srečko, režija: Boris Bezič
- 2020: Lajf je tekma 2, vloga Miran, režija: Miha Likar
- 2019: Lajf je tekma, vloga Miran, režija: Dominik Mencej
- 2018: Predsednik, vloga: Svarun Fabijan, režija: Luka Marcetić
- 2015: Nova dvajseta, vloga: Pufi, režija: Florjan Skubic/Jaka Šuligoj/Boris Bezić
- 2013: Nova dvajseta, vloga: Pufi, režija: Vojko Anzeljc
- 2010: Moji, tvoji, najini, režija: Siena Krušič
- 2008: Anica in grozovitež, režija: Franc Arko
- 2008: Brat bratu, režija: Branko Djurić
- 2007: Za zadnjim vogalom, režija: Marko Naberšnik
- 2004 do 2018: Studio City, vloga: vratar Urban

## Nagrade
- 2018: Zlata pika za najboljšo predstavo na 29. Pikinem festivalu 2018
- 2018: Uprizoritev Barufe - velika nagrada Večernjega lista za najboljšo predstavo v celoti[10]
- 2018: Festival 42. Dnevi satire Fadila Hadžića, Zagreb, Hrvaška
- 2018: Uprizoritev Barufe - nagrada za najboljšo predstavo, 5. festival Novi tvrđava Teatar, Novi Sad, Srbija
- 2018: Uprizoritev Barufe - tantadruj za gledališki dosežek 2017/2018
- 2015: Mednarodno nagrado uchimura za najboljšo uprizoritev dramskega dela, predstava Moderne no drame Yukia Mishime, režija: Mateja Koležnik, SSG Trst
- 2015: Šeligova nagrada za najboljšo predstavo festivala po izboru strokovne žirije, 46. Teden slovenske drame, Kranj (Hlapci)
- 2013: Šeligova nagrada za najboljšo predstavo festivala po izboru strokovne žirije, 43. Teden slovenske drame, Kranj (Rokovnjači)
- 2011: Borštnikova nagrada žirije za predstavo Liferanti na 46. Borštnikovem srečanju.
- 2011: Stopov igralec leta 2011
- Special Jury Prize for Ensemble Cast in Nashville film festival